# Bjarne Riis
Bjarne Riis (* 3. April 1964 in Herning) ist ein ehemaliger dänischer Radrennfahrer, späterer Teammanager und Sportlicher Leiter.
1996 gewann er als erster Skandinavier die Tour de France. Infolge seines Geständnisses, während dieser Zeit mit EPO, Cortison und Wachstumshormonen gedopt zu haben, wurde er im Juni 2007 zunächst aus der offiziellen Siegerliste gestrichen. Da Doping nach acht Jahren verjährt, konnte ihm der Radsportweltverband UCI den Sieg aber nicht mehr aberkennen, und inzwischen wird Riis auch wieder offiziell als „Sieger“ von 1996 geführt.

## Karriere

### Radrennfahrer
Riis begann mit dem Radsport am 28. April 1972 in einem Kinderrennen. Sein Vater Preben hatte ihm für einen Sieg ein Rennrad versprochen und erarbeitete für ihn auch die ersten Trainingsprogramme. Riis ging 1984 gemeinsam mit Per Pedersen nach Luxemburg und schloss sich dem ACC Contern an. Neben den Rennen und dem Training nahm er Gelegenheitsjobs in einer Autowerkstatt an. 1985 errang er 16 Siege. Danach unterschrieb er seinen ersten Vertrag als Berufsfahrer bei der Mannschaft Roland-Scala gemeinsam mit Brian Holm.
Riis begann seine Profikarriere 1986. Bei der Tour de France verbesserte sich Riis kontinuierlich: Nachdem er 1993 Fünfter geworden war, erreichte er 1995 den dritten Rang. Vor der Saison 1996 wechselte der Däne von Gewiss-Ballan zum Team Telekom und gewann die Tour de France in dieser Saison. Daraufhin wurde er zu Dänemarks Sportler des Jahres gewählt.
Im Jahr darauf gewann Riis im Frühjahr das Amstel Gold Race, konnte bei der Tour de France seine Leistung aber nicht wiederholen und wurde Siebter beim Sieg seines Teamkollegen Jan Ullrich. Insgesamt erreichte Riis bei der Tour vier Etappensiege, beim Giro d’Italia holte er zwei Tageserfolge. Auf der Bahn konnte er 1996 das Sechstagerennen von Herning mit Silvio Martinello als Partner gewinnen.
Riis beendete seine Karriere im Jahre 2000, nachdem er sich nie vollständig von einem Sturz bei der Tour de Suisse 1999 erholt hatte.
Grand-Tours-Platzierungen
| Grand Tour            | 1987 | 1988 | 1989 | 1990 | 1991 | 1992 | 1993 | 1994 | 1995 | 1996 | 1997 | 1998 |
| --------------------- | ---- | ---- | ---- | ---- | ---- | ---- | ---- | ---- | ---- | ---- | ---- | ---- |
| Giro d’ItaliaGiro     | –    | DNF  | 86   | 100  | 43   | 101  | DNF  | 70   | –    | –    | –    | –    |
| Tour de FranceTour    | –    | –    | 95   | DNF  | 107  | –    | 5    | 14   | 3    | 1    | 7    | 11   |
| Vuelta a EspañaVuelta | DNF  | –    | –    | –    | –    | –    | –    | –    | DNF  | –    | –    | –    |

### Teammanager

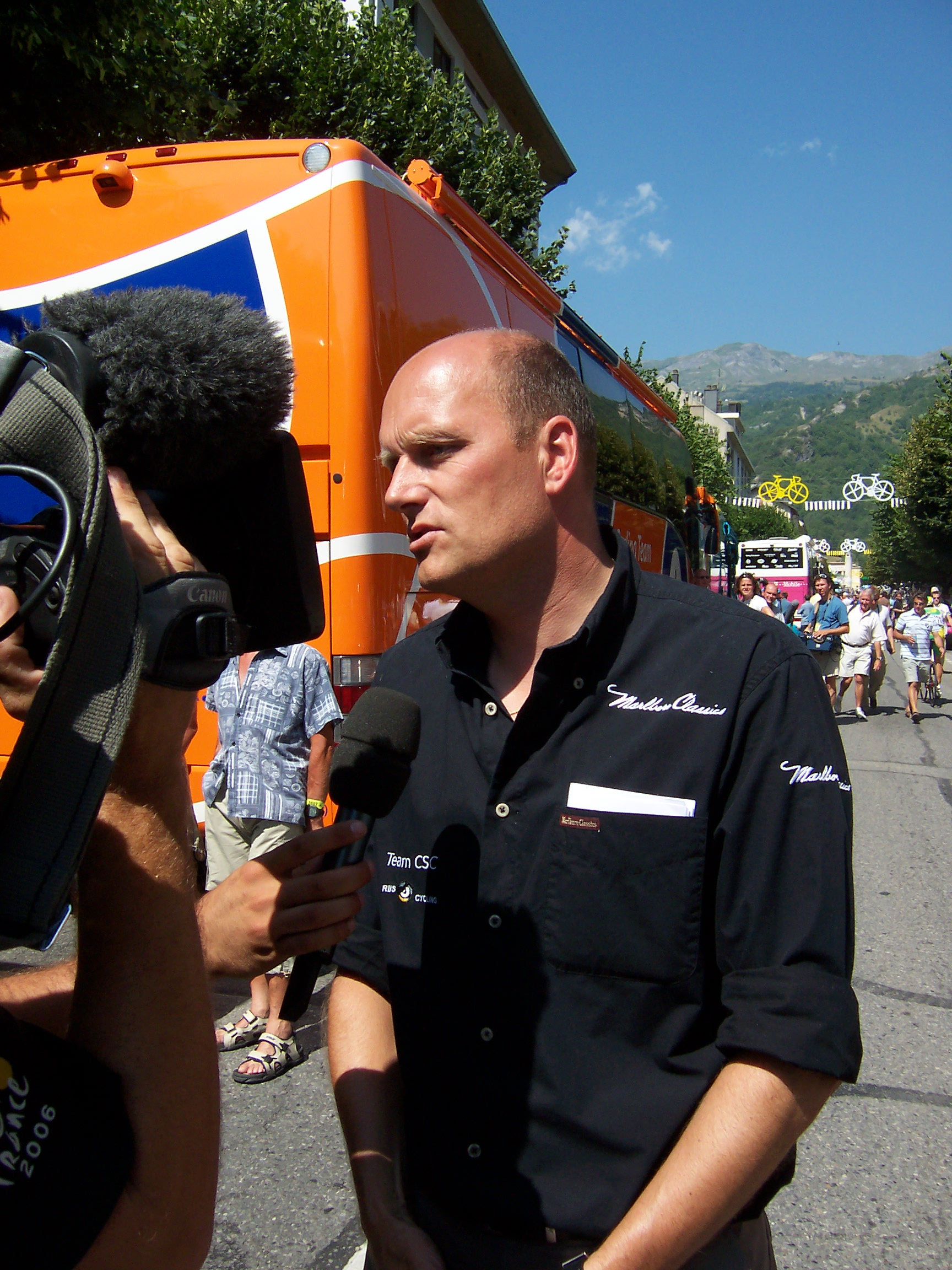
Bjarne Riis am Rande der Tour de France 2006

Nach seinem Rücktritt als Radprofi hat Riis 2001 über seine Firma Riis Cycling A/S ein eigenes erfolgreiches Team aufgebaut, das zunächst nach dem ersten Hauptsponsor Computer Sciences Corporation Team CSC hieß. Ab 2008 war das Team u. a. nach dem neuen Sponsor Saxo Bank benannt. Nachdem Oleg Tinkow im Dezember 2013 das Team gekauft hatte, blieb Riis zunächst Teammanager.
Im März 2015 wurde Bjarne Riis von Oleg Tinkow, dem Eigentümer der inzwischen Tinkoff-Saxo benannten Mannschaft, suspendiert und anschließend entlassen. Als Grund nannte Tinkow, dass Riis nicht benötigt werde. Er sehe sich als einen guten Ersatz für Riis.
Im Juli 2016 übernahm Riis zusammen mit Lars Seier, dem ehemaligen Vorstandsvorsitzenden der Saxo-Bank, das dänische Continental Team Team TreFor, nachdem der bisherige Sponsor bekannt gegeben hatte, sein Engagement zum Jahresende einzustellen. Die in Team Virtu Pro-Veloconcept umbenannte Mannschaft, bei der auch Riis’ Sohn Thomas Nybo fuhr, sollte als Nachwuchsmannschaft für ein UCI WorldTeam dienen. Ende 2018 wurde die Mannschaft aufgelöst, da Sponsoren fehlten.
Im Januar 2020 übernahm Riis beim südafrikanischen UCI WorldTeam NTT die Funktion des Teammanagers. Das Unternehmen Virtu Cycling Group, das Riis sowie seinen Geschäftspartnern Lars Seier Christensen and Jan Bech Andersen gehört, sollte zudem ein Drittel der Anteile an Ryder Cycling, der Betreiberfirma des NTT-Teams, übernehmen. Tatsächlich kam es nicht zur Anteilsübernahme und Riis verließ zum Saisonende 2020 das Team.

### Doping
1997 gab es den Vorwurf von Olympiasieger Pascal Richard, dass Riis im Trainingslager in Lanzarote einen positiven Doping-Test gehabt habe. Er selbst kommentierte die Vorwürfe damit, dass er nie positiv getestet worden sei.
Der ehemalige Masseur des Team Telekom Jef D’hont beschuldigte Riis in einem am 26. März 2007 ausgestrahlten TV-Interview, massiv mit EPO gedopt zu haben.
In Fachkreisen erhielt Riis den Spitznamen „Monsieur 60 %“, eine Anspielung auf den bei ihm häufig gemessenen Hämatokritwert von 60 %, der damit deutlich über dem Normalwert lag. Das Blutdopingmittel EPO erhöht die Anzahl roter Blutkörperchen und damit meist auch den Hämatokritwert, ist aber erst seit 2000 direkt nachweisbar.
Während einer Pressekonferenz am 25. Mai 2007 in Kopenhagen gestand Riis, in der Zeit von 1993 bis 1998 das Dopingmittel Erythropoetin (EPO), Wachstumshormone und Cortison zur Leistungssteigerung eingenommen zu haben. Das EPO kaufte und nahm er nach eigenen Angaben selbst ein. Auch sein Sieg bei der Tour de France 1996 stand unter dem Einfluss des Dopingmittels EPO, Cortison und Wachstumssubstanzen, wie Riis öffentlich zugab.
Der Tour-Titel kann Riis offiziell nicht mehr aberkannt werden, da die achtjährige Frist dafür abgelaufen ist. Die Tour de France hat ihn jedoch nach seinem Doping-Geständnis aus ihrer Siegerliste gestrichen.
Die endgültige Entscheidung liegt jedoch beim Rad-Weltverband UCI; dieser hatte Riis aber lediglich zur Rückgabe seines Gelben Trikots aufgefordert. Christian Prudhomme, Direktor der Tour, bezeichnete Riis als „Persona non grata“, die er nicht mehr bei der Frankreichrundfahrt sehen wolle. Riis verzichtete in der Folge darauf, sein Team CSC zur Tour 2007 zu begleiten. Bei der Tour de France 2008 war Riis, der für sein Team ein vergleichsweise umfangreiches Dopingkontrollprogramm eingeführt hatte, wieder willkommen.
Im Herbst 2007 erklärte Jörg Jaksche, Riis habe ihm mit „massiven Konsequenzen“ gedroht, falls Jaksche bei seiner Doping-Beichte 2007 Namen nenne. Der Däne wollte angeblich „dafür sorgen, dass Jaksche niemals in den Radsport zurückkomme“. Riis dementierte dies und erklärte, Jaksche nur einen Rat erteilt zu haben.
Im Zuge der Dopingermittlungen gegen Lance Armstrong belastete Tyler Hamilton, der in den Jahren 2002 und 2003 für das Team CSC fuhr, Riis. Er habe ihn mit dem mittlerweile durch den Dopingskandal Fuentes bekannt gewordenen spanischen Mediziner Eufemiano Fuentes zusammengebracht und von dessen Dopingprogramm gewusst.
Am 2. Juli 2013 wurde bekannt, dass die dänische Anti-Doping-Agentur ADD gegen Riis ermittelt, ein neuer Belastungszeuge ist Michael Rasmussen. Ein Bericht der ADD und des Sportverbands DIF kam 2015 zu dem Schluss, dass Riis Doping in seinem Team geduldet und zum Teil angeordnet habe. Riis bestätigte die Erkenntnis teilweise und sagte, er habe als Führungsperson versagt.

### Privates
Riis ist mit der ehemaligen dänischen Handballspielerin Anne Dorthe Tanderup (* 1972) verheiratet, die er bei den Olympischen Spielen 1996 kennenlernte.
Mit seiner Ehefrau und ihren vier gemeinsamen Söhnen lebt er in Lugano.

## Sonstiges
Die schwedische Musik-Formation Koop veröffentlichte auf ihrem 1997 erschienenen Album Sons of Koop den Song Bjarne Riis.
Während seiner aktiven Zeit wurde Riis der „Adler von Herning“ genannt. Darum befindet sich ein Adlerauge im Logo von Riis Cycling und ein Adlerkopf auf dem Trikot von Team Saxobank.